# Amblymora
Amblymora is een kevergeslacht uit de familie van de boktorren (Cerambycidae). De wetenschappelijke naam van het geslacht werd voor het eerst geldig gepubliceerd in 1867 door Pascoe.

## Soorten
Amblymora omvat de volgende soorten:
- Amblymora australica Breuning, 1948
- Amblymora multiguttata Breuning, 1948
- Amblymora baloghi Breuning, 1975
- Amblymora bivittata Breuning, 1939
- Amblymora carinipennis Breuning, 1974
- Amblymora conferta Pascoe, 1867
- Amblymora consputa Pascoe, 1867
- Amblymora elongata Breuning, 1943
- Amblymora excavata Breuning, 1939
- Amblymora fergussoni Breuning, 1970
- Amblymora fumosa Pascoe, 1867
- Amblymora gebeensis Breuning, 1958
- Amblymora instabilis Pascoe, 1867
- Amblymora keyana Breuning, 1965
- Amblymora marmorata Breuning, 1939
- Amblymora obiensis Breuning, 1956
- Amblymora papuana Breuning, 1939
- Amblymora pseudoconferta Breuning, 1939
- Amblymora rufula Breuning, 1950
- Amblymora samarensis Breuning, 1947
- Amblymora spinipennis Breuning, 1939
- Amblymora strandiella Breuning, 1943
- Amblymora uniformis Jordan, 1894
- Amblymora v-flava Gilmour, 1950